# Contea di Chiayi
La contea di Chayi (cinese tradizionale: 嘉義縣; Tongyong pinyin: Jiayì Siàn; Wade-Giles: Chia-yi Hsien; Hanyu pinyin: Jiāyì Xiàn; Pe̍h-ōe-jī: Ka-gī-kōan) è una contea nella Taiwan sud-occidentale, che circonda ma non include la Città di Chiayi. Nel 2010 aveva una popolazione complessiva di 548.065 abitanti. Il suo capoluogo è Taibao. Il suo nome storico in hokkien taiwanese (諸羅山, Pe̍h-ōe-jī: Chu-lô-san) deriva dalla parola tsirosen delle lingue formosane.
La contea di Chiayi è sede di una delle più eminenti università di ricerca di Taiwan, l'Università nazionale Chung Cheng.

## Amministrazione
| Nome            | Cinese   | Popolazione (2010) |
| --------------- | -------- | ------------------ |
| Città di Pozi   | 朴子市   | 44.362             |
| Città di Taibao | 太保市   | 36.058             |
| Comuni urbani   |          |                    |
| Budai           | 布袋鎮   | 29.812             |
| Dalin           | 大林鎮   | 34.062             |
| Comuni rurali   |          |                    |
| Alishan         | 阿里山鄉 | 6.094              |
| Dapu (Taiwan)   | 大埔鄉   | 4.511              |
| Dongshi         | 東石鄉   | 27.852             |
| Fanlu           | 番路鄉   | 11.411             |
| Liujiao         | 六腳鄉   | 27.444             |
| Lucao           | 鹿草鄉   | 17.244             |
| Meishan         | 梅山鄉   | 21.804             |
| Minxiong        | 民雄鄉   | 74.819             |
| Shuishang       | 水上鄉   | 52.940             |
| Xikou           | 溪口鄉   | 16.077             |
| Xingang         | 新港鄉   | 35.028             |
| Yizhu           | 義竹鄉   | 20.855             |
| Zhongpu         | 中埔鄉   | 49.396             |
| Zhuqi           | 竹崎鄉   | 38.667             |